# Franciszek Odrzywolski
Franciszek Odrzywolski (ur. 28 października 1941 w Jaworznie) – polski polityk, poseł na Sejm PRL VII i VIII kadencji.

## Życiorys
Uzyskał tytuł zawodowy technika mechanika. Był brygadzistą i przewodniczącym Rady Zakładowej w Hucie Szkła Okiennego „Szczakowa” w Jaworznie. W 1976 uzyskał mandat posła na Sejm PRL VII kadencji w okręgu Sosnowiec z ramienia Polskiej Zjednoczonej Partii Robotniczej. Zasiadał w Komisji Budownictwa i Przemysłu Materiałów Budowlanych oraz w Komisji Oświaty i Wychowania. W 1980 uzyskał reelekcję w tym samym okręgu. Zasiadał w Komisji Budownictwa i Przemysłu Materiałów Budowlanych, Komisji Oświaty i Wychowania oraz w Komisji Oświaty, Wychowania, Nauki i Postępu Technicznego. Odznaczony Brązowym odznaczeniem im. Janka Krasickiego. W drugiej połowie lat 80. przewodniczący Prezydium Miejskiej Rady Narodowej w Jaworznie.
25 stycznia 2021 został zaszczepiony przeciw COVID-19 jako pierwszy senior w Jaworznie.